# ایستگاه متروی واتفورد
ایستگاه متروی واتفورد (انگلیسی: Watford tube station) یکی از ایستگاه‌های خط متروپولیتن متروی لندن است.
این ایستگاه که در واتفورد قرار دارد در سال ۱۹۲۵ میلادی تأسیس شده است.

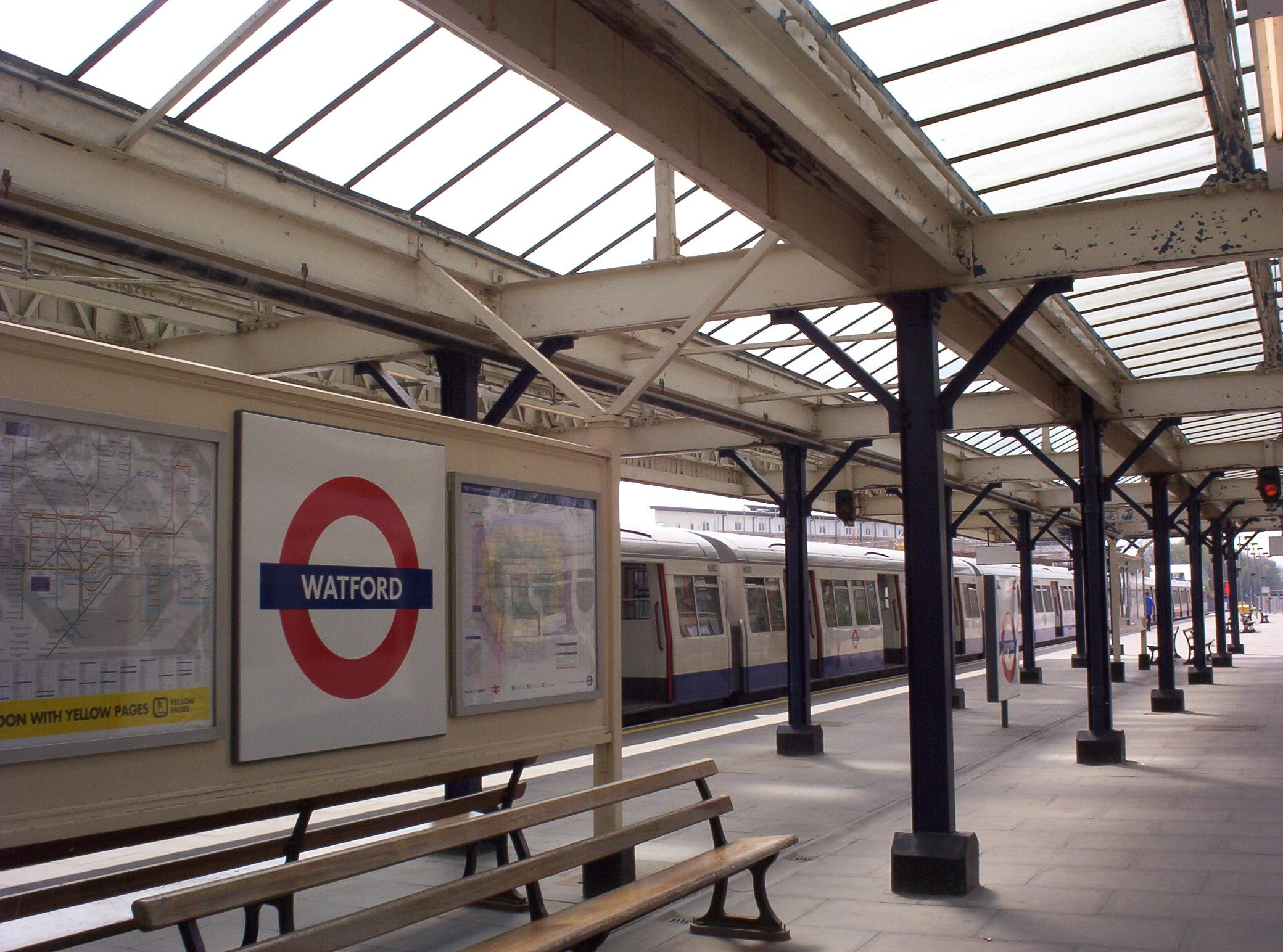
سکو ایستگاه متروی واتفورد